# Газета (новине)
Газета су биле таблоидне дневне новине које су излазиле у Београду. Објављивање је започето 22. октобра 2007, а уредио га је Антоније Ковачевић, који је претходно обављао исту функцију у супарничком дневном таблоиду Курир.
Публикација није могла финансијски да испрати новине, а главни уредник Ковачевић 31. октобра 2008. најавио је да ће број који излази 1. новембра бити последњи.